# Zapole (rejon klecki)
Zapole (biał. Заполле, Zapolle; ros. Заполье, Zapolje) – wieś na Białorusi, w obwodzie mińskim, w rejonie kleckim, w sielsowiecie Czerwona Gwiazda.
Współcześnie miejscowość obejmuje dawne: wieś Zapole, wieś i folwark Kleszcze oraz zaścianek Bartosze.

## Warunki naturalne
Wieś położona jest nad Bałwanką, na której znajduje się tu zbiornik retencyjny.

## Historia
W XIX i w początkach XX w. miejscowości położone były w Rosji, w guberni mińskiej, w powiecie słuckim, w gminie Hrycewicze.
W dwudziestoleciu międzywojennym leżały w Polsce, w województwie nowogródzkim, w powiecie nieświeskim, w gminie Hrycewicze. Położone były wówczas przy granicy ze Związkiem Sowieckim.
Demografia w 1921 przedstawiała się następująco:
|                    | Liczba mieszkańców | Budynki | Narodowość  | Narodowość        | Wyznanie    | Wyznanie   | Wyznanie |
| Polacy             | Liczba mieszkańców | Budynki | Białorusini | rzymskokatolickie | prawosławne | mojżeszowe |          |
| ------------------ | ------------------ | ------- | ----------- | ----------------- | ----------- | ---------- | -------- |
| wieś Zapole        | 294                | 53      | 51          | 243               | 15          | 270        | 9        |
| zaścianek Bartosze | 54                 | 10      | 54          | –                 | 51          | 3          | –        |
| wieś Kleszcze      | 55                 | 10      | 25          | 30                | 9           | 46         | –        |
| folwark Kleszcze   | 12                 | 1       | 8           | 4                 | 7           | 5          | –        |

Po II wojnie światowej w granicach Związku Sowieckiego. Od 1991 w niepodległej Białorusi.

## Ludzie związani z miejscowością
- Radosław Ostrowski - prezydent Białoruskiej Centralnej Rady; urodzony w Zapolu